# Berekfürdő
Berekfürdő es un pueblo húngaro perteneciente al distrito de Karcag en el condado de Jász-Nagykun-Szolnok, con una población en 2012 de 1010 habitantes.
Se fundó en el siglo XX como lugar de alojamiento para los que venían a visitar sus aguas medicinales. Hasta 1992 no se consideraba una localidad sino una zona rústica de Karcag.
Se ubica unos 10 km al noroeste de la capital distrital Karcag.